# Ресистенсия
Ресистѐнсия (на испански: Resistencia) е град в Аржентина.

## География
Разположен е в Северна Аржентина. Главен град е на провинция Чако. Населението е 274 490 жители от преброяването през 2001 г.

## История
Основан е през 1876 г.

## Икономика
Пристанище на река Парана. Жп възел. Център на богат селскостопански район. Маслобойна и памукоочистителна промишленост.

## Личности
Родени
- Емилио Амбас (р.1943), аржентинско-американски архитект

## Побратимени градове
| Държава  | Град        | От   |
| -------- | ----------- | ---- |
| Италия   | Удине       | 1993 |
| Италия   | Тренто      | 2002 |
| Парагвай | Асунсион    | 2006 |
| Бразилия | Сао Висенте | 2006 |
| САЩ      | Ню Орлиънс  | 2012 |